# Josef Reiter
Josef Reiter (né le 8 janvier 1959 à Niederwaldkirchen) est un judoka autrichien ayant représenté son pays lors des Jeux olympiques d'été de 1984. Il y remporte une médaille de bronze.

## Palmarès

### Jeux olympiques
- Jeux olympiques de 1984 à Los Angeles,  États-Unis
  -  Médaille de bronze